# Nymula mesoleucum
Nymula mesoleucum är en fjärilsart som beskrevs av Bates 1868. Nymula mesoleucum ingår i släktet Nymula och familjen Riodinidae. Inga underarter finns listade i Catalogue of Life.